# Chrysoperla nyerina
Chrysoperla nyerina är en insektsart som först beskrevs av Luisa Eugenia Navas 1933.  Chrysoperla nyerina ingår i släktet Chrysoperla och familjen guldögonsländor. Inga underarter finns listade i Catalogue of Life.